# Faculdade de Letras da PUCRS
A Faculdade de Letras da PUCRS (FALE) é uma das vinte e duas faculdades da Pontifícia Universidade Católica do Rio Grande do Sul (PUCRS).

## História
Foi o Prof. Irmão Afonso, um missionário francês que chegou ao Brasil em 1903, quem concebeu a ideia de criar a Faculdade de Educação, Ciências e Letras. Isso se tornou possível no dia 23 de janeiro de 1940, quando o decreto n.° 5.163 criou a Faculdade de Filosofia, Ciências e Letras, cuja inauguração ocorreu em 26 de março daquele ano, no Salão Nobre da Faculdade de Direito da UFRGS. Naquela altura, eram três os cursos da Faculdade: Letras Clássicas, Letras Neolatinas e Letras Anglo-Germânicas.
A partir de 1967, a revista Letras de Hoje, liderada por Elvo Clemente, passou a ser editada.
Em 1968, como parte da reforma universitária, vigorada pelo decreto federal n.° 63.284, criou-se o Instituto de Letras e Artes (ILA), o qual começou a funcionar em março do ano seguinte, sob a direção do Irmão Liberato (Wilhelm Hunke). A denominação atual (Faculdade de Letras) ocorreu em meados da década de 2000.
Em 2010, a Faculdade comemorou seu aniversário de 70 anos.

## Departamentos
- Departamento de Estudos Linguísticos;
- Departamento de Estudos Literários;
- Departamento de Letras Estrangeiras;

## Cursos oferecidos
A FALE oferece aos seus alunos formação acadêmica em línguas e literatura. Seus três cursos de graduação são:
- Curso Superior de Tecnologia em Escrita Criativa
- Licenciatura em Língua Inglesa e respectivas Literaturas
- Licenciatura em Língua Portuguesa e respectivas Literaturas

Seu programa de pós-graduação em Letras (PPGL) envolve duas áreas de concentração: cursos de especialização (ou pós-graduação lato sensu) e de preparação para a pesquisa ou para a docência em nível universitário (mestrado e doutorado).

## Alunos notáveis
- Antônio Carlos Viana, escritor;

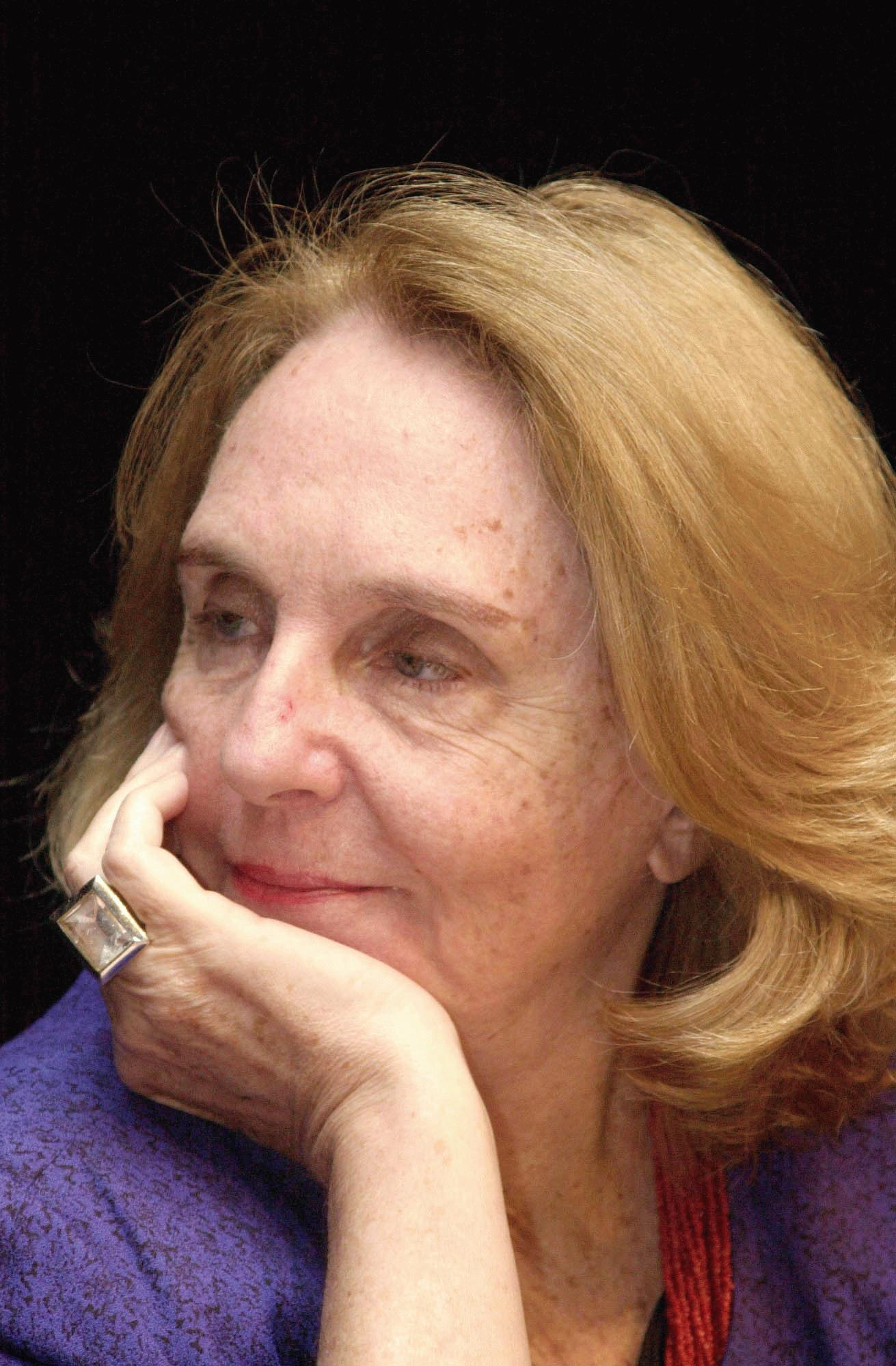
Lya Luft

- Carlos António Alves dos Reis, ensaísta e professor;
- Celso Luft, linguista e professor;
- Cíntia Moscovich, escritora e jornalista;
- Eduardo Sterzi, poeta, jornalista e crítico literário;
- Gilberto Mendonça Teles, crítico literário e poeta;
- Ivo Bender, dramaturgo;
- João Luiz Roth, artista plástico;
- Lya Luft, escritora e tradutora;
- Monique Revillion, escritora;